# Антикиллер
«Антикиллер» — российский фильм 2002 года, детективный боевик, снятый режиссёром Егором Кончаловским по мотивам одноимённого романа писателя Данила Корецкого. Первая часть трилогии (продолжение «Антикиллер 2: Антитеррор» и «Антикиллер Д. К.») о бывшем сотруднике милиции, служившем в подразделении уголовного розыска, Филиппе Михайловиче Кореневе, в уголовных кругах более известного под прозвищем «Лис», роль которого сыграл Гоша Куценко. Сценарий к фильму написан Фуадом Ибрагимбековым и автором книги Данилом Корецким. Премьерный показ фильма состоялся 1 августа 2002 года. Слоган фильма: «Всё по справедливости».
По фильму вышла на платформе Windows видеоигра.

## Сюжет
Фильм содержит несколько сюжетных линий, первоначально не связанных между собой, но по мере развития сюжета переплетающихся в клубок, в центре которого оказывается главный герой. 
Филипп Коренев, бывший майор милиции, которого тиходонский криминалитет называет Лисом за коварство, посаженный в тюрьму по сфабрикованному делу, готовится выйти на свободу. Многим представителям преступного мира Тиходонска это не нравится, однако Лис благополучно отражает покушение, совершаемое на него по приказу тиходонского авторитета Шамана, по приказу которого Лиса и посадили, и выходит за ворота колонии. 
За время его отсидки город (согласно книге, это вымышленный город Тиходонск, однако в фильме на это не содержится указаний) заметно изменился. Набирают силу преступники новой формации — «новые», люди Шамана и его подручных — Баркаса, Метиса и других, появляется молодежная банда беспредельщика Амбала, не признающего ни понятий, ни авторитетов. Воровское сообщество во главе с Отцом, старым вором в законе, представленное «центральными» и «северными», напротив, утрачивает позиции, пытаясь обходиться без излишней стрельбы и живя на широкую ногу, однако и внутри него тоже назревают противоречия, связанные с выходом на свободу после долгой отсидки старого вора, чтящего воровские традиции, Креста. В городе имеет место весьма зыбкое равновесие, которое очень скоро будет нарушено, и как раз в этот момент Лис оказывается в Тиходонске. Попав в самый центр криминального водоворота, он теряет друзей, но с помощью командира СОБРа Литвинова, своего информатора — Клопа, банкира, которому Шаман пытается «поставить крышу», проститутки Тамары и своего острейшего ума он наводит в городе порядок, местами сталкивая лбами противоборствующие группировки и кланы, местами — творя справедливость собственными руками, а заодно и находит настоящую любовь в лице турагента Любы, получает от банкира кейс с деньгами в качестве платы за решение проблем.
Существует две версии фильма, для кино и для телевидения (трехсерийная), в отдельных моментах отличающиеся по содержанию, и существенно различающиеся по озвучке и саундтреку.

## Отличия от книги
В силу ограниченного экранного времени было бы физически невозможно уместить в фильме все сюжетные линии из книги, поэтому были полностью отброшены линии подполковника Галенкова, майора Малинкина, попавшего в «медовую ловушку», профессионального убийцы-снайпера Мастера, группы «Ад» и «фирмы Тантал», и многие другие. В целом, если сюжет романа «Антикиллер» завязан вокруг покушения на Президента и имеет явную политическую окраску, сюжет фильма по сравнению с романом существенно урезан и представляет собой повествование исключительно о криминальных разборках.
История осуждения Лиса в книге и фильме также отличается. Так, по книге суд по его делу был частью плана, согласно которому главная улика должна была быть признана сфабрикованной, однако план дал сбой. В фильме же о «незаконности» его осуждения нет ни слова, и Лис отбывает срок полностью.

## В ролях
| Актёр                 | Роль                                                                        |
| --------------------- | --------------------------------------------------------------------------- |
| Гоша Куценко          | майор Филипп Михайлович Коренев («Лис»), бывший оперуполномоченный          |
| Михаил Ульянов        | Иван Сергеевич Козлов («Черномор»/«Отец»), вор в законе                     |
| Сергей Шакуров        | Олег Васильевич Калашников («Крест»), вор в законе                          |
| Александр Белявский   | Юрий («Король»), вор в законе                                               |
| Михаил Ефремов        | Михаил Олегович Хондачёв, банкир                                            |
| Александр Балуев      | Иван Павлович Воронцов («Шаман»), криминальный бизнесмен                    |
| Вячеслав Разбегаев    | «Метис», подручный «Шамана», мясник                                         |
| Евгений Сидихин       | «Баркас», бандит                                                            |
| Юсуп Бахшиев          | «Кент», бандит из группировки «Баркаса»                                     |
| Александр Тютин       | «Калган», он же «Плевок», лже-вор в законе («апельсин»)                     |
| Виктор Сухоруков      | Александр Сомов («Амбал»), главарь банды беспредельщиков                    |
| Максим Макаров        | «Башка», подручный «Амбала»                                                 |
| Сергей Глазунов       | «Попугай», подручный «Амбала»                                               |
| Иван Бортник          | Пётр Колеров («Клоп»/«Петручо»/«Леший» ), старый вор, осведомитель Коренева |
| Юрий Кузнецов         | Александр Семёнович Крылов, подполковник РУОП, друг Коренева                |
| Николай Чиндяйкин     | Ларченков, начальник охраны Хондачёва, бывший оперуполномоченный            |
| Леонид Громов         | Байков, телохранитель Хондачёва, бывший оперуполномоченный                  |
| Вячеслав Молоков      | Бобовкин, начальник службы безопасности «Шамана», бывший оперуполномоченный |
| Сергей Векслер        | майор Ренат Валентинович Литвинов, командир СОБРа                           |
| Виктория Толстоганова | Тамара, проститутка, осведомительница Коренева                              |
| Валентин Голубенко    | Гангрена, подручный «Черномора»                                             |
| Егор Кончаловский     | киллер-снайпер                                                              |

## Съёмочная группа
- Режиссёр: Егор Кончаловский
- Оператор: Антон Антонов
- Постановщик трюков: Олег Корытин, Игорь Новоселов

## Производство
По воспоминаниям Корецкого, первоначальный замысел Егора Кончаловского ещё более радикально отличался от первоисточника. Так, по замыслу режиссёра, вожак банды Шаман должен был стать гомосексуалом, планировалась любовная линия с его участием. В фильме должны были сниматься статисты с синдромом Дауна. Командира СОБРа и одного из бандитов планировалось показать евреями, которые ходят в одну синагогу. Корецкий запретил все эти изменения.
Актёр Михаил Ульянов не скрывал, что при создании образа в роли криминального авторитета «Отца» перенял хрипатость и манеры поведения дона Корлеоне из фильма «Крёстный отец» в исполнении Марлона Брандо: «Почему бы, в самом деле, не сгустить краски и вместо российского вора в законе не сыграть американского мафиози? А вернее, не его, а просто в своей игре передать игру великого актёра в подобной роли?».

## Саундтрек
| Название              | Исполнитель                   |
| --------------------- | ----------------------------- |
| Kioto                 | Netslov                       |
| Valhalla              | Netslov                       |
| Arkan                 | Netslov                       |
| Moiras                | Netslov                       |
| Saturn                | Netslov                       |
| Keeping Pigs Together | Red Snapper                   |
| Dance USA             | Junkie XL                     |
| Represent             | Orishas                       |
| Madre                 | Orishas                       |
| Power To The Beats    | Utah Saints                   |
| So Fresh, So Clean    | OutKast                       |
| Black Sun             | Illumination                  |
| Cry Me A River        | Illumination                  |
| Горячее время         | Каста                         |
| Зрение                | Линда                         |
| Паста                 | Паста                         |
| 5 Past 9              | Skinny                        |
| One A Beautiful       | Skinny                        |
| Two Steps Away        | Clawfinger                    |
| You’re My Mate        | Palast Orchestra              |
| Get Closer to God     | Urb & Chaos vs. Headhunter    |
| Anticipation          | Philip Meehan                 |
| Collision Course      | Philip Meehan                 |
| Disaster Zone         | Philip Meehan                 |
| Day Of Reckoning      | Philip Meehan                 |
| Invisible Danger      | Philip Meehan                 |
| Other Beings          | Terry Keating And Warren Slye |

## Награды и номинации
| Награды и номинации фильма «Антикиллер»      | Награды и номинации фильма «Антикиллер» | Награды и номинации фильма «Антикиллер» | Награды и номинации фильма «Антикиллер» | Награды и номинации фильма «Антикиллер» |
| Премия                                       | Категория                               | Имя                                     | Результат                               |                                         |
| -------------------------------------------- | --------------------------------------- | --------------------------------------- | --------------------------------------- | --------------------------------------- |
| Гильдия киноведов и кинокритиков России 2002 | Лучшая мужская роль второго плана       | Виктор Сухоруков                        | Номинация                               |                                         |
| Созвездие 2002                               | Лучшая мужская роль второго плана       | Виктор Сухоруков                        | Победа                                  |                                         |
| Премия «Блокбастер» 2002                     | Самый кассовый российский фильм         | Егор Кончаловский                       | Победа                                  |                                         |
| Золотой орёл 2003                            | Лучшая женская роль второго плана       | Виктория Толстоганова                   | Номинация                               |                                         |

## Отзывы и оценки
Фильм получил противоречивые, неоднозначные отзывы в прессе. О нём одобрительно отозвались в журнале «Афиша», назвав «энциклопедией русской жизни 90-х», и Алекс Экслер, посчитавший, что «удачи картины несколько перевешивают явные неудачи». На сайте «КГ-Портал» фильм разгромили, заявив, что такое кино «нужно поглубже закопать» . Сергей Кудрявцев отметил, что фильм, подающийся как боевик,  «весьма затянут» и «лишен внутренней энергетики, некоего драйва».
Отзывы о работе Ульянова в роли «Отца» и о самом фильме были разноречивые, в частности, в письмах, полученных актёром, высказывалось недоумение по поводу того, что «актёр, прежде воплотивший не одну исполненную внутреннего благородства роль, вдруг подвизался сыграть откровенного гнусного негодяя».
Сам Ульянов своей ролью гордился.